# John Nordin
Pour les articles homonymes, voir Nordin.
John Nordin, né le 9 mai 1887 à Strömsund et mort le 29 juin 1983 à Vallentuna, est un ingénieur suédois.

## Ido et interlingua
Il commença comme idiste et a publié un Ido-Radio Lexiko (1924), puis devint un interlinguiste ardent après l'apparition de l'interlingua de l'IALA. Il a été le premier président de la Société Suédoise pour l'Interlingua (SSI) et gérait le service scientifique du SSI. En 1965, il publie le dictionnaire Svensk-Interlingua Ordbok med kort grammatik. Collaborateur de Eugen Whoster à l'ISO, il a traduit le Guide Sohlman en interlingua. Nordin a créé la Fondo por Interlingua, qui soutient les organisations d'interlingua en Scandinavie.